# 稲垣清 (陸軍軍人)
稲垣 清（稻垣 清、いながき きよし、1875年（明治8年）6月14日 - 1946年（昭和21年）5月28日）は、大日本帝国陸軍軍人。最終階級は陸軍中将。位階勲等功級は正四位勲三等功四級。

## 経歴・人物
東京府人・稲垣道生の長男として生まれ、1893年（明治26年）家督を継ぐ。1896年（明治29年）陸軍士官学校第7期卒業。のち1902年（明治35年）11月に陸軍大学校第16期卒業。
陸軍戸山学校同歩兵学校各教官、1915年（大正4年）10月に若松連隊区司令官を経て、1917年（大正6年）8月に陸軍歩兵大佐・歩兵第24連隊長（第12師団）に任官。連隊長としてシベリア出兵に参戦し、ハバロフスクおよびブラゴベシチェンスクを占領した。
その後、1919年（大正8年）4月に第12師団参謀長、1922年（大正11年）2月に陸軍少将・歩兵第13旅団長、1924年（大正13年）2月に第18師団司令部附、1925年（大正14年）5月に第12師団司令部附を経て、1926年（大正15年）3月2日に陸軍中将に昇進と同時に待命、同月22日に予備役に編入した。

## 栄典
- 1940年（昭和15年）8月15日 - 紀元二千六百年祝典記念章[4]